# Список кратерів на Марсі, І
| А Б В Г Д Е Є Ж З І Й К Л М Н О П Р С Т У Ф Х Ц Ч Ш Ю Я |

| Кратер    | Англійською | Координати                                                | Діаметр (км) | Назву затверджено | Названо на честь            |
| --------- | ----------- | --------------------------------------------------------- | ------------ | ----------------- | --------------------------- |
| Іазу      | Iazu        | 2°41′ пд. ш. 5°12′ зх. д. / 2.69° пд. ш. 5.2° зх. д.      | 6.8          | 2006              | румунського міста           |
| Ібрагімов | Ibragimov   | 25°42′ пд. ш. 59°42′ зх. д. / 25.7° пд. ш. 59.7° зх. д.   | 86.0         | 1982              | Ібрагімова Надіра Баба огли |
| Іґал      | Igal        | 20°18′ пд. ш. 249°12′ зх. д. / 20.3° пд. ш. 249.2° зх. д. | 8.6          | 1991              | угорського міста Іґал       |
| Іґл       | Eagle       | 42°12′ пн. ш. 8°12′ зх. д. / 42.2° пн. ш. 8.2° зх. д.     | 13.0         | 1976              | міста в Ідахо               |
| Ікей      | Ikej        | 21°12′ пн. ш. 247°36′ зх. д. / 21.2° пн. ш. 247.6° зх. д. | 4.7          | 1988              | російського міста Ікей      |
| Імґр      | Imgr        | 19°24′ пн. ш. 248°54′ зх. д. / 19.4° пн. ш. 248.9° зх. д. | 3.0          | 1988              | російського міста Імґр      |
| Інсбрук   | Innsbruck   | 6°30′ пд. ш. 40°00′ зх. д. / 6.5° пд. ш. 40.0° зх. д.     | 61.1         | 1976              | австрійського міста Інсбрук |
| Інс       | Ins         | 24°48′ пн. ш. 251°12′ зх. д. / 24.8° пн. ш. 251.2° зх. д. | 2.8          | 1988              | швейцарського міста Інс     |
| Інта      | Inta        | 24°36′ пд. ш. 25°12′ зх. д. / 24.6° пд. ш. 25.2° зх. д.   | 16.2         | 1976              | російського міста Інта      |
| Інувік    | Inuvik      | 78°42′ пн. ш. 28°36′ зх. д. / 78.7° пн. ш. 28.6° зх. д.   | 20.5         | 1988              | канадського міста Інувік    |
| Ірбіт     | Irbit       | 24°36′ пд. ш. 25°00′ зх. д. / 24.6° пд. ш. 25.0° зх. д.   | 13.3         | 1976              | російського міста Ірбіт     |
| Іргарен   | Irharen     | 34°48′ пн. ш. 219°12′ зх. д. / 34.8° пн. ш. 219.2° зх. д. | 6.5          | 1991              | алжирського міста Іргарен   |
| Ісиль     | Isil        | 27°18′ пд. ш. 272°12′ зх. д. / 27.3° пд. ш. 272.2° зх. д. | 82.0         | 1991              | іспансського міста Ісиль    |
| Істок     | Istok       | 45°24′ пд. ш. 85°48′ зх. д. / 45.4° пд. ш. 85.8° зх. д.   | 4.8          | 2014              | косовського міста Істок     |
| Ізенди    | Izendy      | 29°12′ пд. ш. 101°30′ зх. д. / 29.2° пд. ш. 101.5° зх. д. | 23.5         | 1991              | російського міста Ізенди    |